# Ljudmila Andonova
Ljudmila Grudeva Žečeva-Andonova (bolgarsko Людмила Жечева-Андонова), bolgarska atletinja, * 6. maj 1960, Novočerkask, Sovjetska zveza.
Nastopila je na poletnih olimpijskih igrah v letih 1988 in 1992, leta 1988 je osvojila peto mesto v skoku v višino. 20. julija 1984 je postavila nov svetovni rekord v skoku v višino z 2,07 m, veljal je dve leti. Leta 1985 je prejela osemnajstmesečno prepoved nastopanja zaradi dopinga.